# Raul Roco
Raúl Sagarbarria Roco (Naga, 26 ottobre 1941 – Quezon City, 5 agosto 2005) è stato un politico e avvocato filippino.

## Biografia
Raúl Roco nacque a Naga, nella provincia di Camarines Sur, figlio dell'agricoltore Sulpicio Azuela Roco e dell'insegnante Rosario Orlanda Sagarbarria.
Frequentò la Naga Parochial School ed in seguito l'Ateneo de Naga. All'età di 18 anni si laureò magna cum laude in lingua inglese presso il Collegio di San Beda.
Fu rappresentante congressuale per il secondo distretto della regione, prima di essere eletto nel Senato nel 1992.
Dopo aver accresciuto la sua popolarità grazie all'attività nella camera alta, nel 1997 fondò un proprio partito, noto come Aksyon, che utilizzò per la sua candidatura alle elezioni presidenziali del 1998 e del 2004, dalle quali ne uscì sconfitto in entrambe le occasioni.
Nel corso dell'amministrazione di Gloria Macapagal-Arroyo ricoprì brevemente la carica di Segretario dell'Educazione. Durante l'ultima parte della sua vita riscosse un forte supporto da parte dei giovani votanti, per i suoi sforzi nel promuovere l'onestà ed il buon governo.
Già malato durante le presidenziali del 2004, morì di cancro alla prostata a Quezon City nell'agosto del 2005.